# Chilorhinophis butleri
Espèce
Synonymes
- Parkerophis carpenteri Parker, 1927
- Chilorhinophis carpenteri (Parker, 1927)
- Chilorhinophis butleri carpenteri (Parker, 1927)
- Chilorhinophis carpenteri liwalensis Loveridge, 1951

Chilorhinophis butleri est une espèce de serpents de la famille des Lamprophiidae. 

## Répartition
Cette espèce se rencontre au Soudan du Sud, en Tanzanie et au Mozambique. Sa présence est incertaine en Ouganda, au Kenya, au Rwanda et au Burundi.

## Description
C'est un serpent venimeux.

## Publication originale
- Werner, 1908 "1907" : Ergebnisse der mit Subvention aus der Erbschaft Treitl unternommenen zoologischen Forschungsreise Dr. Franz Werners nach dem agyptischen Sudan und Nord-Uganda. XII. Die Reptilien und Amphibien. Sitzungsberichte der Kaiserlichen Akademie der Wissenschaften, Mathematisch-Naturwissenschaftliche, vol. 116, p. 1823-1926.